# Uarzazate (província)
A província de Uarzazate (em francês: Ouarzazate) é uma subdivisão da região de Souss-Massa-Drâa de Marrocos, situada na parte sul do país. Tem 19 464 km² de área e em 2004 tinha 344 000 habitantes (densidade: 17,7 hab./km²).

## Comunas
| Comuna          | Tipo                    | População (2004) |
| --------------- | ----------------------- | ---------------- |
| Uarzazate       | comuna urbana (capital) | 53 489           |
| Ait Zineb       | comuna rural            | 9 233            |
| Amerzgane       | comuna rural            | 7 593            |
| Aznaguen        | comuna rural            | 12 040           |
| Gassate         | comuna rural            | 8 815            |
| Idelsane        | comuna rural            | 8 140            |
| Ighrem N'Ougdal | comuna rural            | 14 000           |
| Imi N'Oulaoune  | comuna rural            | 19 968           |
| Cuzama          | comuna rural            | 8 191            |
| Uisselsate      | comuna rural            | 15 339           |
| Siroua          | comuna rural            | 9 633            |
| Skoura          | comuna rural            | 22 880           |
| Tabounte        | comuna rural            | 21 157           |
| Tarmigt         | comuna rural            | 9 703            |
| Taznakht        | comuna urbana           | 6 185            |
| Telouet         | comuna rural            | 14 203           |
| Tidli           | comuna rural            | 14 630           |

## refs[2][3]
1. 1 2  «Recensement général de la population et de l'habitat 2004» (em francês). Royaume du Maroc - Haut-Comissariat au Plan. www.hcp.ma. Consultado em 28 de dezembro de 2011. Arquivado do original em 4 de julho de 2011
2. 1 2  Almanaque Abril. São Paulo: Editora Abril. 1981. p. 681
3. 1 2  Ogot, Bet Hwell Allan (2010). História Geral da África – Vol. V – África do século XVI ao XVIII. São Carlos: Universidade de São Carlos; UNESCO. p. 273. ISBN 857652127X
4. ↑  Correia, Paulo (2023). «Berberes — geografia e línguas» (PDF). A folha — Boletim da língua portuguesa nas instituições europeias (73 — outono de 2023). pp. 10–19. ISSN 1830-7809